# Billedsprog
Først og fremmest benyttes betegnelsen billedsprog om sprog i overført betydning, herunder metaforer. 
Det er billedsprog, når man beskriver noget via sammenligninger, for eksempel stærk som en bjørn eller smuk som et stjerneskud. Her tydeliggør ordet 'som', at der er tale om en sammenligning. 'Stærk' forstås på realplan (findes i virkeligheden), mens 'bjørn' er på billedplan (der er ikke nogen konkret bjørn). Det er praktisk at skelne mellem realplan og billedplan, når man prøver at forstå billedsprog. Nogle gange kan man se en betydning i det billedplan, som metaforen trækker på.
En metafor kan beskrives som en sammenligning uden de ord, der markerer sammenligningen: Min mor er min livline, eller Du er sukkeret i min kaffe. I de to eksempler er 'som' udeladt, og det får billedsproget til at stå stærkere, men det kan også være sværere at forstå, når realplanet er udeladt: så man selv skal regne ud, hvad det er for kvaliteter ved livliner og sukker, der sigtes til.
Personifikation er, når et abstrakt begreb tager en menneskelig form, for eksempel når døden banker på døren eller lykken smiler til én.
Besjæling er, når konkrete 'døde' ting levendegøres, for eksempel når legetøj og grantræer taler og har følelser i H.C. Andersens eventyr.
Inden for skønlitteraturen er billedsprog næsten en disciplin for sig. I digte, romaner og noveller bruges billedsprog til at øge det kunstneriske udtryk. Også i taler og sportsjournalistik støder man tit på billedsprog. Her bruger man overvejende unikke metaforer, som afspejler forfatterens sproglige talent, mens vi i dagligsproget oftest benytter faste metaforer - mange gange uden at tænke over det.
Vi bruger konstant billedsprog, når vi udtrykker os, fordi billedsprog kan formidle en følelse klart eller forklæde noget tabubelagt på en humoristisk eller elegant måde, så vi slipper for at sige de grimme og tabubelagte ord. Men denne kreative, slangagtige brug af billedsprog kan være meget forvirrende for ikke-indfødte sprogbrugere, som ikke ved, hvad det vil sige at 'slå en streg' eller 'have russere i lysthuset'. 
Selvom billedsprog kan bruges til at udtrykke noget meget præcist, kan det også have den modsatte effekt: Hvis man f.eks. siger om en mand, der er småskør, at han er lidt til en side, vil en sprogbruger, der ikke kender udtrykket, måske forstå udtrykket således, at manden er homoseksuel. Derfor må man som sprogbruger overveje, om det er hensigtsmæssigt at benytte en omskrivning - billedsprog - i stedet for at sige tingene rent ud.
Andre former for billedsprog er symbol, metonymi, synæstesi, ironi, litote og hyperbel og allegori.
Betegnelsen billedsprog benyttes også i andre betydninger inden for kunstarter som maleri, tegning, fotografi og film.